# Улица Циолковского (Новокузнецк)
У́лица Циолковского — улица города Новокузнецка, основана 6 февраля 1962 года и названная в честь русского учёного К. Э. Циолковского.

## История
Строительство началось в 1959 году, а 6 февраля 1962 года, решением Новокузнецкого Горсовета, улица официально получила свое название — «Циолковского». В конце 1971 года было закончено строительство спорткомплекса «Олимп» и уже в мае 1972 года второй в городе бассейн (первый «Родник», открытый годом ранее) принял своих первых посетителей, продолжая работать до настоящего (2022 год) времени, при этом сохранив свой профиль. В 1974 году на улице открылся рыбный магазин «Океан», который был первым в Кемеровской области этой всесоюзной торговой сети. В 1966 году, по проекту архитектора Юрия Журавкова, началось строительство мемориального комплекса Бульвар Героев, который открыли 9 мая 1975 года. Его протяженность составила 800 метров. 25 ноября 1975 года был открыт Дом политпросвещения, располагавшейся на пересечении улиц Циолковского и Кутузова. 6 июля 1981 года, Николай Ермаков открывает возле Дома Политпросвещения стелу «Новокузнецк-Запорожье». В 2008 году, в сквере между НФИ КемГУ и Детской библиотекой, был открыт памятник посвященный российско-армянской дружбе.

## Описание
Состоит из трех частей: 1) от Транспортной до Кутузова, по которой проходит трамвайная линия ; 2) от Кутузова до Октябрьского проспекта — по которой ездят автобусы. В центре между полосами — пешеходная зона. 3) от Октябрьского проспекта до улицы Кирова — Бульвар Героев.

### Бульвар героев
- Скульптура матери (открыт в 2012 году)
- Бассейн (1977)
- Пушка (перевезена в 1995 году)
- Вечный огонь (открыт 9 мая 1975 года)
- Стелы 1941—1945, платформа напротив (открыт в 1977 году)
- Штыки-Знамёна (1977)
- Храм св. Георгия Победоносца (ул Тольятти,25 а)

### Памятники
- Армянскому алфавиту[3]
- стела «Новокузнецк-Запорожье»[3]

### Здания
- Рыбный магазин «Океан», д 4[3]
- Бассейн «Олимп», д 6[3]
- Налоговая инспекция, д 8
- Дом политпросвещения (ныне КГПИ КемГУ), д 23[3]
- Центральная детская библиотека, д 25
- Ателье зенит, д 30
- Новокузнецкий транспортно-технологический техникум, д 45 , д 47
- Новокузнецкий техникум строительных технологий и сферы обслуживания, д 49
- Ростелеком, д 59
- Лицей 34 , д 65
- ДК имени Крупской, д 78

## Транспорт
- Трамвай № 5, 6, 8 от Транспортной до Кутузова и на пересечении с Октябрьским проспектом (№ 2, 5, 9)
- Троллейбус на пересечении с Октябрьским проспектом (№ 1, 2, 7).
- Автобусы № 27, 27к, 160 на протяжении всей улицы, а также № 50, 56, 70* на протяжении от ул. Кутузова до ул. Транспортной.